# Morten Andersen (borgmester)
 Der er flere personer med dette navn, se Morten Andersen.
 Der er for få eller ingen kildehenvisninger i denne artikel, hvilket er et problem. Du kan hjælpe ved at angive troværdige kilder til de påstande, som fremføres i artiklen.

Morten Andersen (født 26. november 1975 i Bogense) er en dansk lokalpolitiker, der var borgmester i Nordfyns Kommune fra 2010 til 2023. Han er medlem af Venstre, og blev først valgt til borgmesterposten ved kommunalvalget i november 2009. Andersen trådte tilbage som borgmester den 8. maj 2023, efter at have erkendt, at han ved en julefrokost i 2022 havde kysset en kvindelig medarbejder.
Andersen blev første gang valgt til kommunalbestyrelsen i Nordfyns Kommune ved valget i 2005, hvor han var medlem af Økonomiudvalget og næstformand i Teknisk Udvalg.  Ved kommunalvalget i 2013 satte Morten Andersen rekord i personlige stemmer på Fyn med 18,6% af de afgivne stemmer i kommunen. Han blev genvalgt ved valgene i 2017 og 2021. I dag er Morten Andersen bl.a. formand for trafikselskabet FynBus og for Beredskab Fyn. Derudover i bestyrelsen for bl.a. PensionDanmark A/S og HCA Airport.
Andersen er gift og har to børn. Han ejer og driver landbruget Enghavegaard ApS sammen med sin bror, Jens Henrik Andersen.